# DDP 4 Life
DDP 4 Life to debiutancki album thrashmetalowej grupy Dublin Death Patrol, wydany 13 kwietnia 2007 roku.

## Lista utworów
1. R.I.P – 2:43
2. Unnatural Causes – 3:06
3. Mentally Unstable – 3:49
4. Pigs In The Hollow – 4:00
5. DDP For Life – 4:31
6. Sid Vicious – 2:59
7. Iron Fist – 2:56
8. Cold Sweat – 3:11 (Cover Thin Lizzy)
9. Lights Out – 4:20 (Cover UFO)
10. Trial To The Executioner – 5:13
11. Devil In Disguise – 4:09
12. Corruption / Central Pomo Indian Songs – 12:08

## Twórcy
- Chuck Billy – śpiew
- Steve Souza – śpiew
- Andy Billy – gitara
- Greg Bustamante – gitara
- Steve Robello – gitara
- Willy Lange – gitara basowa
- Eddie Billy – gitara basowa
- John Souza – gitara basowa
- Danny Cunningham – perkusja
- Troy Luccketta – perkusja